# Gmina Aranitas
Gmina Aranitas (alb. Komuna Aranitas) – gmina położona w środkowo-zachodniej części Albanii. Administracyjnie należy do okręgu Mallakastra w obwodzie Fier. W 2011 roku populacja gminy wynosiła 2714 osób w tym 1312 kobiety oraz 1402 mężczyzn, z czego Albańczycy stanowili 95,22% mieszkańców. 
W skład gminy wchodzi sześć miejscowości: Aranitas, Cfir, Çyçen, Kalenjë, Metoh, Panahor.